# Emily Diamond
Emily Diamond (Reino Unido, 11 de junio de 1991) es una atleta británica, especialista en carreras de velocidad, subcampeona mundial en 2017 en relevo 4 × 400 metros.

## Carrera deportiva
En las Olimpiadas de Río 2016 consiguen el bronce en relevos 4x400 m, tras las estadounidenses y jamaicanas.
Al año siguiente, en el Mundial de Londres 2017 gana la medalla de plata en los relevos 4x400 m, tras las estadounidenses (oro) y por delante de las polacas, y siendo sus compañeras de equipo: Laviai Nielsen, Eilidh Doyle y Zoey Clark.